# Teop Harbour
Teop Harbour (in der deutschen Kolonialzeit Ernst-Günther-Hafen, englisch: Ernest-Gunther-Harbour genannt) ist eine Bucht an der Nordostküste der Insel Bougainville in der von Papua-Neuguinea autonomen Region Bougainville. Sie ist damit Teil des Pazifischen Ozeans.
Die Bucht wird durch einen von mehreren jungeruptiven Inseln gesäumten Einschnitt in das Kernland Bougainvilles gebildet; sie ist etwa 2500 Meter breit und reicht etwa 3500 Meter tief ins Land. In unmittelbarer Nähe der Küste der Bucht liegt der regionale Flughafen Sabah Airport (IATA: SBV, ICAO: AYSH).
Bereits während der Zeit der Zugehörigkeit Bougainvilles zu den deutschen Schutzgebieten in der Südsee ab 1886 war die Bucht bekannt und trug den Namen Ernst-Günther-Hafen. Nachdem Bougainville 1920 unter australische Mandatsverwaltung gekommen war, wurde die Insel Anfang 1942 von der Kaiserlich Japanischen Armee besetzt. Offenbar errichteten die Japaner allerdings keinen Stützpunkt im Teop Harbour und nutzten dafür vorrangig den weniger Kilometer westlich gelegenen Tinputz Harbour. Teop Harbour blieb während des Zweiten Weltkriegs unter japanischer Besatzung und ist heute Teil der Autonomen Region Bougainville. Nach regionaler Verwaltungsgliederung gehört die Bucht zum Tinputz Rural LLG (Local-Level Government).